# Hans Mehlhorn
Johannes "Hans" Mehlhorn, född 16 januari 1900, död 2 juli 1983, var en tysk bobåkare.
Mehlhorn blev olympisk bronsmedaljör i fyrmansbob vid vinterspelen 1932 i Lake Placid.